# Morti nel 1704
| Questa pagina contiene informazioni ricavate automaticamente dalle voci biografiche con l'ausilio del template Bio e di un bot. L'aggiornamento è periodico e automatico e ricostruisce completamente la pagina. Se manca una persona in questa lista, sei pregato di non aggiungerla, ma accertati piuttosto che la sua voce biografica contenga il template Bio e che i dati anagrafici siano correttamente compilati. Se il template Bio manca, inseriscilo tu stesso o, in alternativa, metti l'avviso {{tmp\|Bio}} che ne segnala la mancanza. Se i dati riportati sono sbagliati, correggi direttamente la voce biografica; le modifiche saranno visibili in questa lista entro pochi giorni. Per chiarimenti vedi il progetto biografie. La lista contiene solo le 84 persone che sono citate nell'enciclopedia e per le quali è stato implementato correttamente il template Bio. Pagina aggiornata al 18 lug 2025. |

## Gennaio(4)
- 4 gennaio - Giambattista Spinola, cardinale e arcivescovo cattolico italiano (n. 1615)
- 13 gennaio - Filippo Erasmo del Liechtenstein, principe e generale austriaco (n. 1664)
- 16 gennaio - Petracone V Caracciolo, conte italiano
- 26 gennaio - Rodolfo Augusto di Brunswick-Lüneburg, duca tedesco (n. 1627)

## Febbraio(11)
- 2 febbraio - Guillaume François Antoine marchese de l'Hôpital, nobile e matematico francese (n. 1661)
- 3 febbraio - Antonio Molinari, pittore italiano (n. 1655)
- 4 febbraio - Elisabetta Giuliana di Schleswig-Holstein-Sonderburg-Norburg, nobile tedesca (n. 1634)
- 9 febbraio - Charles Boyle, II conte di Burlington, nobile e politico inglese (n. 1669)
- 11 febbraio - Gabriel de Henao, teologo, storico e gesuita spagnolo (n. 1611)
- 18 febbraio - Giovanni Filippo d'Arco, militare italiano (n. 1652)
- 21 febbraio - Giovanni Carlo del Palatinato-Birkenfeld-Gelnhausen, principe tedesco (n. 1638)
- 23 febbraio - Georg Muffat, organista e compositore tedesco (n. 1653)
- 23 febbraio - Enrico Noris, storico e cardinale italiano (n. 1631)
- 24 febbraio - Marc-Antoine Charpentier, compositore francese (n. 1643)
- 25 febbraio - Isabella Leonarda, compositrice e religiosa italiana (n. 1620)

## Marzo(6)
- 1º marzo - Joseph Parrocel, pittore, disegnatore e incisore francese (n. 1646)
- 6 marzo - Giuseppe Cei, vescovo cattolico italiano
- 8 marzo - Giovanni Battista Costaguti, cardinale italiano (n. 1636)
- 13 marzo - Giovanni Anastasi, pittore italiano (n. 1653)
- 17 marzo - Menno van Coehoorn, militare e ingegnere olandese (n. 1641)
- 24 marzo - Ichikawa Danjūrō I, attore teatrale e scrittore giapponese (n. 1660)

## Aprile(8)
- 5 aprile - Cristiano Ulrico I di Württemberg-Oels, generale prussiano (n. 1652)
- 8 aprile - Hiob Ludolf, orientalista tedesco (n. 1624)
- 8 aprile - Henry Sidney, I conte di Romney, nobile e politico inglese (n. 1641)
- 10 aprile - Wilhelm Egon von Fürstenberg, cardinale, vescovo cattolico e abate tedesco (n. 1629)
- 12 aprile - Jacques Bénigne Bossuet, scrittore e vescovo cattolico francese (n. 1627)
- 17 aprile - Ulrik Frederik Gyldenløve, nobile e generale danese (n. 1638)
- 20 aprile - Agnes Block, botanica, disegnatrice e illustratrice olandese (n. 1629)
- 25 aprile - Anna di Anhalt-Bernburg, nobile (n. 1640)

## Maggio(6)
- 3 maggio - Stefano Douayhy, patriarca cattolico libanese (n. 1630)
- 3 maggio - Heinrich Ignaz Franz Biber, compositore e violinista austriaco (n. 1644)
- 6 maggio - Andrea Perrucci, drammaturgo, librettista e gesuita italiano (n. 1651)
- 12 maggio - Carlo Tommaso di Lorena, generale austriaco (n. 1670)
- 13 maggio - Louis Bourdaloue, gesuita e predicatore francese (n. 1632)
- 30 maggio - Emmanuele Lebrecht di Anhalt-Köthen, principe tedesco (n. 1671)

## Giugno(5)
- 10 giugno - Marquard Rudolf von Rodt, vescovo cattolico tedesco (n. 1644)
- 15 giugno - Anna Eriksdotter, svedese (n. 1624)
- 24 giugno - Anna Dorotea di Sassonia-Weimar, religiosa tedesca (n. 1657)
- 27 giugno - Elisabeth Helene von Vieregg, nobildonna danese (n. 1679)
- 30 giugno - John Quelch, pirata inglese (n. 1666)

## Luglio(5)
- 2 luglio - Giovanni Adolfo di Schleswig-Holstein-Sonderburg-Plön, nobile danese (n. 1634)
- 3 luglio - Sof'ja Alekseevna Romanova, nobile russa (n. 1657)
- 8 luglio - Hermann Otto von Limburg-Stirum, generale tedesco (n. 1646)
- 11 luglio - Marcus Conrad Dietze, architetto e scultore tedesco (n. 1658)
- 24 luglio - Francesco De Lemene, librettista italiano (n. 1634)

## Agosto(2)
- 4 agosto - Eleonora del Liechtenstein, principessa austriaca (n. 1647)
- 5 agosto - Daniele Dolfin, cardinale e arcivescovo cattolico italiano (n. 1653)

## Settembre(5)
- 6 settembre - Francesco Provenzale, compositore italiano (n. 1632)
- 6 settembre - Ferdinand de Relingue, ammiraglio svedese (n. 1636)
- 7 settembre - Benedetto Menzini, poeta italiano (n. 1646)
- 21 settembre - Maria Antonia Scalera Stellini, poetessa e drammaturga italiana (n. 1634)
- 24 settembre - Luigi I di Melun, generale francese (n. 1673)

## Ottobre(7)
- 1º ottobre - Cornelis Dusart, pittore, disegnatore e incisore olandese (n. 1660)
- 2 ottobre - Carlo Barberini, cardinale italiano (n. 1630)
- 3 ottobre - Jean-Baptiste Denys, medico francese (n. 1643)
- 14 ottobre - Carlo Giuseppe del Liechtenstein, principe austriaco (n. 1684)
- 20 ottobre - Mary Villiers, duchessa di Buckingham, nobildonna inglese (n. 1638)
- 28 ottobre - John Locke, filosofo, pedagogista e medico inglese (n. 1632)
- 30 ottobre - Federica Amalia di Danimarca, principessa danese (n. 1649)

## Novembre(5)
- 1º novembre - Giovanni Luigi I di Anhalt-Zerbst, principe (n. 1656)
- 16 novembre - Basilio Brollo, religioso, missionario e sinologo italiano (n. 1648)
- 17 novembre - Valentin Heins, matematico tedesco (n. 1637)
- 20 novembre - Charles Plumier, botanico francese (n. 1646)
- 28 novembre - Maddalena Claudia del Palatinato-Zweibrücken-Birkenfeld, nobile tedesca (n. 1668)

## Dicembre(4)
- 4 dicembre - Marco Cremosano, storico italiano (n. 1611)
- 5 dicembre - Louis Hennepin, religioso belga (n. 1626)
- 22 dicembre - Selim I Giray (n. 1631)
- 28 dicembre - Pietro Bartolomeo Cittadella, pittore italiano (n. 1636)

## Senza giorno specificato(16)
- Paolo Silvio Boccone, botanico italiano (n. 1633)
- John Bowen, pirata bermudiano
- Caspar Feuchtmayer, architetto tedesco (n. 1639)
- Sebastiano Cherici, compositore italiano (n. 1647)
- Domenico Cucci, ebanista e incisore italiano (n. 1635)
- Lorenzo Gafà, architetto maltese (n. 1638)
- Filippo Gherardi, pittore italiano (n. 1643)
- Hong Sheng, drammaturgo cinese (n. 1645)
- Giovanni Marracci, pittore e disegnatore italiano (n. 1637)
- Nicola Massaro, pittore italiano
- Johann Kaspar Mayr von Baldegg, ufficiale svizzero (n. 1652)
- Giacomo Filippo Spada, organista e presbitero italiano
- Henri de Tonti, esploratore italiano (n. 1646)
- Francesco Valguarnera Arrighetti, nobile, militare e politico italiano
- Diego de Vargas, spagnolo (n. 1643)
- Laurens de Graaf, pirata e mercenario olandese